# Plecia hoffeinsorum
Plecia hoffeinsorum är en tvåvingeart som beskrevs av Skartveit 2009. Plecia hoffeinsorum ingår i släktet Plecia och familjen hårmyggor. Inga underarter finns listade i Catalogue of Life.